# Eptachóri
Eptachóri, en grec moderne : Επταχώρι, est un village du dème de Nestório, district régional de Kastoriá, en Macédoine-Occidentale, Grèce.
Selon le recensement de 2011, la population du village s'élève à 295 habitants.